# Архимандрит Михаило (Тошић)
Михаило (световно Мирослав Тошић; Брчко, 12. мај 1970) архимандрит је Српске православне цркве и игуман Манастира Свети архангели.

## Биографија
Архимандрит Михаило (Тошић) рођен је 12. маја 1970. године у од побожних и честитих родитеља земљорадника у Брчком (Република Српска). На крштењу је добио име Мирослав.
Након завршене основне школе 1984. године уписао је Богословију Светог Кирила и Методија у Призрену коју је окончао 1987. године. Ступа у Манастир Пећку патријаршију код Пећи 1998. године. Замонашен је 25. јуна 1992. године од његове светости патријарха српског Павла Стојчевића добивши монашко име Михаило.
Рукоположен је у чин јерођакона 12. марта 1995. године у Манастиру Пећка патријаршију, а у чин јеромонаха 10. маја 1998. године од тадашњег епископа рашко-призренскога Артемија. Старешина Манастира Светих архангела код Призрена је од 9. јула 2000. године.